# Bíblia de São Luís

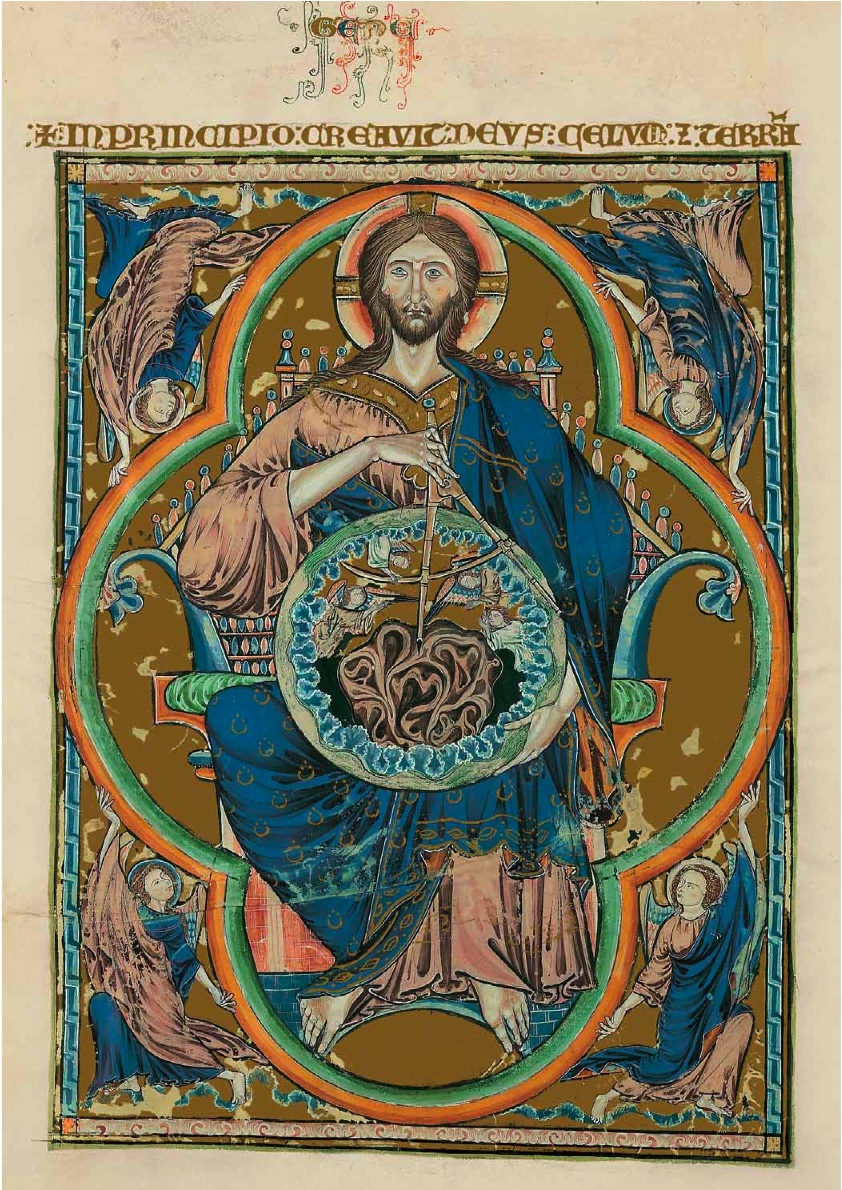
A Bíblia de São Luís — O Pantocrator, Deus Filho, como o Criador do universo.

A Bíblia de São Luís, também chamada de Bíblia Rica de Toledo ou simplesmente Bíblia de Toledo, é uma Bíblia moralizada em três volumes, feita entre 1226 e 1234 para o rei Luís IX da França (n. 1214), a pedido de sua mãe Branca de Castela. É um manuscrito iluminado que contém seleções do texto da Bíblia, juntamente com comentários e ilustrações. Cada página combina episódios do Antigo e do Novo Testamento com ilustrações explicando seu significado moral em termos de tipologia. Todo trecho da Bíblia é ilustrado com duas miniaturas. O primeiro mostra uma representação do fragmento de texto como tal, o segundo mostra uma cena teológica ou alegórica, explicando o fragmento de texto à luz dos ensinamentos da Igreja. As miniaturas são acompanhadas pelo texto bíblico e por um breve comentário sobre a relação tipológica entre as duas imagens.
Como outros trabalhos semelhantes, o livro não contém o texto completo da Bíblia e, apesar do nome, na verdade não é uma Bíblia real. O trabalho teria servido para o treinamento do jovem rei. O manuscrito foi mantido nos últimos oito séculos na Catedral de Toledo, exceto por um fragmento de oito folhas que agora está na Biblioteca e Museu Morgan, em Nova York, como MS M240.

## História
Acredita-se geralmente que a primeira referência à Bíblia de São Lúis pode ser encontrada na segunda vontade e testamento de Alfonso, o Sábio, de 10 de janeiro de 1284. Isso mencionará uma "Bíblia iluminada em três volumes, que o rei Luís da França nos deu". O testamento foi escrito em espanhol. O original foi perdido, mas uma cópia anterior tem a seguinte redação: "E mandamos otrosi, que las dos biblias et tres libros de letra gruesa, cobiertas de plata, é la otra en tres libros estoriada que nos dió el rey Luis de Francia, é la nuestra tabla con las reliquias, e las coronas con las piedras é con los camafeos é sortijas, é otras nobles que perteneçen al Rey, que lo aya todo aquel que con derecho por nos heredare el nuestro señorío mayor de Castilla é León ". Logo após a morte de Alfonso, suas vontades foram traduzidas para o latim e as traduções originais ainda estão disponíveis.
O 'Luís da França' mencionado no testamento pode teoricamente ser Luís VIII da França, mas considerando que Alfonso tinha apenas cinco anos de idade com a morte de Luís VIII, é improvável que o rei Luís a quem ele se referisse fosse Luís VIII, então a vontade deve ter significado Luís IX. Fernando III, pai de Alfonso, era primo de Luís IX e havia laços estreitos entre os direitos franceses e castelhanos.
Se a Bíblia em três volumes mencionada no testamento estava em Sevilha ou Toledo quando o testamento foi redigido, só podemos adivinhar. De acordo com uma nota na 'Historia Ecclesiastica de Toledo' por J. Roman de la Higuera, Alfonso também havia deixado seus bens que estavam em Toledo para seu sucessor legítimo, em um documento separado do testamento escrito em Sevilha. Toledo foi ocupada em 1284 por Sancho, o filho rebelde de Alfonso.
O fato de a Bíblia historiada em três volumes ter sido mencionada separadamente no testamento escrito em Sevilha pode significar que ela estava na posse de Alfonso naquela época. Afonso parecia ter se reconciliado com Sancho antes de sua morte e, assim, Sancho tornou-se o sucessor legítimo e, portanto, provavelmente a Bíblia estava em sua posse. A partir disso, pode-se concluir que a Bíblia acabou na Catedral de Toledo somente após a morte de Afonso em 1284, talvez como uma doação de Sancho.
Se a Bíblia mencionada no testamento é de fato a 'Bíblia de São Luís', ainda há a questão de quando ela veio para a Espanha. Visto que Alfonso foi coroado rei durante a participação de Luís IX na sétima Cruzada, pode-se suspeitar que o manuscrito chegou à Espanha após 1254. Este foi realmente um período agitado nas relações dinásticas entre a Espanha e a França.
A Bíblia de Toledo foi mencionada em um inventário dos tesouros da Catedral de Toledo, feitos em 1539, quando o arcebispo Tavera visitou a catedral. No entanto, a Bíblia Rica já foi descrita em 1466 por Gabriel Tetzel, um patrício de Nuremberg. Outro testemunho é a Bíblia de Osuna, agora mantida em Madri, que foi copiada da Bíblia de São Luís no final do século XIV ou início do século XV. O texto desta Bíblia de Osuna termina no Apocalipse de João, XIX: 15–16, como o volume 3 da Bíblia de Toledo. Isso significa que o fragmento de Morgan já havia sido removido da Bíblia de Toledo naquela época.
Este chamado fragmento de Morgan, que contém a miniatura da autoria, pertenceu a François da Majorie, Senhor dos Granges e da Majorie, por volta de 1593. Seu brasão foi pintado no fólio 1. O brasão em questão foi usado a partir de 1593, após o seu casamento com Anne de Turenne. A obra ficou na família e em 1838 pertencia a Alois de Chievres (1828–1904), que a deixou para o seu genro, o visconde George Marie Louis de Hillerin (1842–1892). Depois passou para Otto Weiner. Morgan o comprou de Louis Badin, um livreiro parisiense, em 1906.

## Patrono

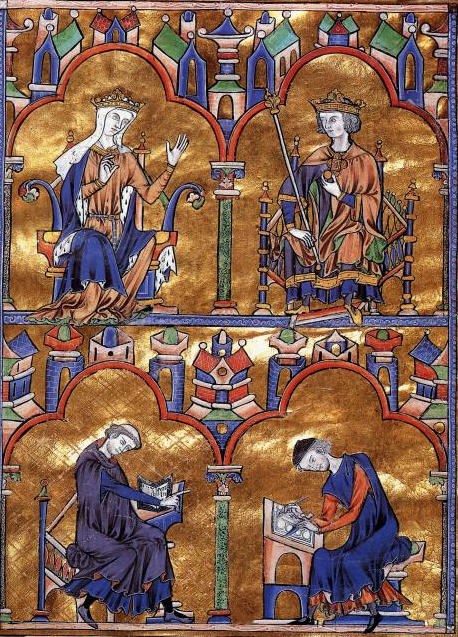
Bíblia de São Luís — fragmento de Morgan, a miniatura da autoria.

Não há colofão escrito ou qualquer outra indicação no trabalho sobre o patrono que encomendou esta Bíblia, mas existe um tipo de colofão visual. Na última página do fragmento de Morgan, encontramos uma miniatura que nos conta algo sobre a feitura da Bíblia. A página é dividida horizontalmente em duas cenas. A metade superior mostra uma rainha e um jovem rei imberbe. Não há atributos que identifiquem claramente o casal, mas acredita-se que a rainha seja Branca de Castela. Ela está sentada em um trono, vestida em sua capa real e usando um véu branco. Ela fala com o jovem rei, seu filho Luís IX, que escuta respeitosamente enquanto segura o touro de ouro pendurado no peito. Segundo John Lowden, a cena sugere a dedicação da Bíblia por sua mãe ao jovem rei. Se isso estiver correto, foi Branca quem encomendou o trabalho.
A seção inferior da miniatura mostra duas pessoas, menores em tamanho (portanto, mais baixas na classificação). A figura da esquerda é um clérigo, como pode ser visto em sua tonsura. O homem à direita é um escriba e está trabalhando em uma Bíblia Moralisée, como pode ser visto no layout da página. É óbvio que o clérigo está dando instruções ao escriba e supervisiona o trabalho na Bíblia. A aparência do clérigo sugere que ele é membro de uma ordem religiosa.
Com base nesta miniatura, o livro foi datado de 1226 a 1234. Luís IX ascendeu ao trono em 1226 e casou -se com Margarida da Provença em 1234. Como a miniatura mostra um rei jovem e solteiro, o trabalho deve ser datado no período entre a coroação e o casamento.

## Descrição
A Bíblia de São Luís consiste hoje em três volumes mantidos no tesouro da Catedral de Toledo e um fragmento de 8 fólios (um livro) mantido na Biblioteca e Museu Morgan em Nova York.
Volume 1
Tamanho: 422 x 305 mm, espaço para escrita: ca. 295 x 210 milímetros. Contém 192 fólios de pergaminho numerados. Existem duas folhas de papel de pergaminho no início e no final do volume, com uma folha de papel adicional no verso. O primeiro volume abre com uma iluminação de página inteira mostrando o Pantocrator, Deus Filho, como o Criador do universo. O restante da obra contém os textos e miniaturas descritos na seção 'Iconografia'. O primeiro volume contém 1.529 miniaturas com trechos dos livros: Gênesis, Êxodo, Levítico, Números, Deuteronômio, Josué, Juízes, Rute, Regum i. (1 Samuel), Regum ii. (2 Samuel), Regum iii. (1 Reis), Regum iiii. (2 Reis), Esdrae i (Esdras); Esdrae ii ( Neemias ), Tobit, Judith, Ester e Jó.
Volume 2
Tamanho: 422 x 305 mm, espaço para escrita: ca. 300 x 215 milímetros. Este volume contém 224 fólios de pergaminho numerados e seis volantes de pergaminho, três na frente e três no verso. 1.792 miniaturas ilustram trechos de: Jó, Salmos, Provérbios, Eclesiastes, Cântico dos Cânticos, Sabedoria, Eclesiástico, Isaías, Jeremias, Ezequiel, Daniel, Oséias, Joel, Amós, Obadias, Jonas, Miquéias, Ageu, Zacarias e Malaquias.
Volume 3
Tamanho: 430 x 305 mm, espaço para escrita: ca. 293 x 207 milímetros. É composto por 190 fólios numerados feitos de pergaminho. Dianteira e traseira, três folhas voadoras de pergaminho. O volume é ilustrado com 1.520 miniaturas e é dedicado ao Novo Testamento, contendo textos dos quatro Evangelhos, os Atos dos Apóstolos, as Epístolas de Paulo, Tiago, Pedro e João, a Epistola catholica judae e o Apocalipse de São João, até o capítulo XIX: 15–16.
Volume 4 (Morgan M240)
Tamanho: 375 x 265 mm, espaço para escrita: ca. 285 x 208 milímetros. É composto por 8 fólios de pergaminho, com uma folha de pergaminho adicional na frente e atrás. O fragmento contém 57 miniaturas, 56 medalhões e uma miniatura de página inteira, a chamada miniatura de dedicação. Os oito fólios não estão encadernados na ordem correta do Apocalipse. Este fragmento contém os últimos capítulos do Apocalipse de São João, começando com XIX: 17.
O conteúdo da Bíblia de São Luís corresponde em grande parte ao da Vulgata, conforme apresentado na 'Bíblia Parisiense' do século XIII. Existem algumas exceções, os livros das Crônicas I e II, III de Esdras, Baruque e os Macabeus não estão na Bíblia de Toledo. Em contraste, os livros dos Macabeus ocorrem em Harley 1526 (ver 'Manuscritos semelhantes), que é considerado modelado na Bíblia de São Luís [16]. Isso sugere que os livros dos Macabeus estavam presentes originalmente, mas foram perdidos mais tarde.

## Iconografia

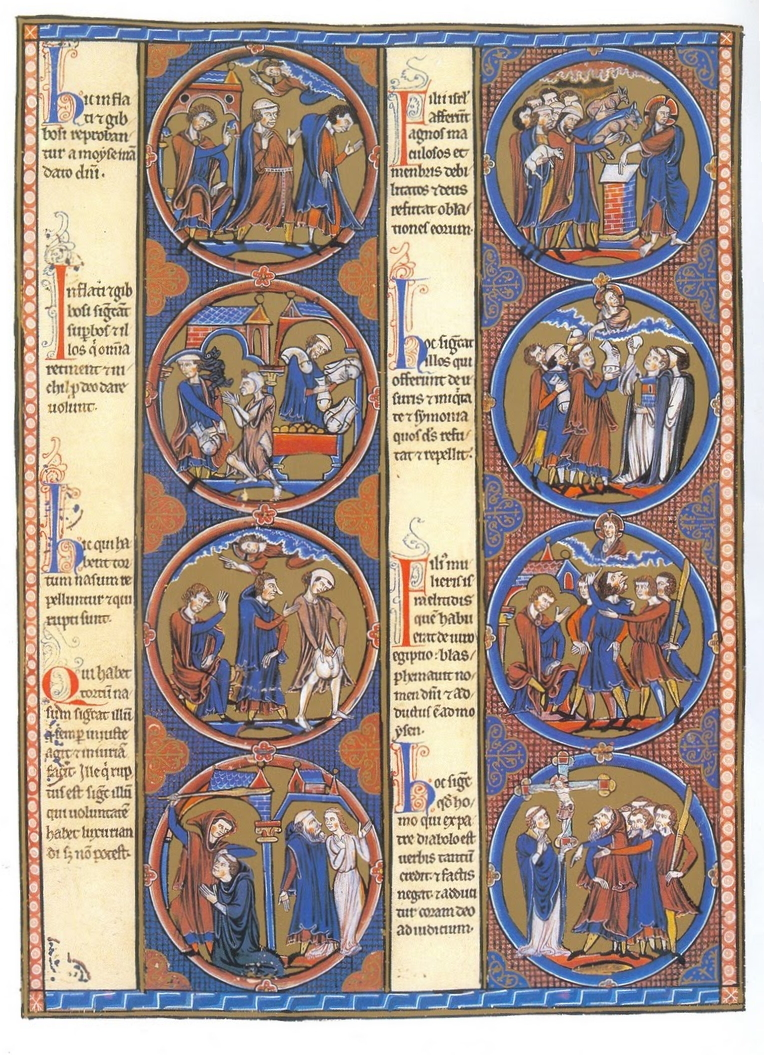
Bíblia de São Luís, f58r com texto e cenas de Levítico.

O layout da Bíblia é semelhante ao layout das outras três primeiras Bíblias moralizadas. Em cada página há duas colunas, cada uma com quatro miniaturas colocadas em medalhões, que funcionam como pares. A miniatura superior de cada par ilustra o texto do Antigo Testamento, a inferior mostra uma cena tipologicamente equivalente do Novo Testamento ou um significado alegórico ou místico da história do Antigo Testamento. Além das miniaturas, existem duas colunas estreitas com texto explicativo.
| A   | C |
| uma | c |
| B   | D |
| b   | d |

As colunas de texto são 25 mm de largura, as colunas para os medalhões 75 milímetros.
As miniaturas foram pintadas sobre um fundo de ouro polido e uma ampla gama de cores (azuis, verdes, vermelhos, amarelos, cinzas, laranjas e sépia) foi utilizada. A composição geral está repleta de recursos artísticos e técnicos altamente expressivos. A maioria dos medalhões contém uma única cena, embora alguns sejam divididos em duas por uma nuvem, arco ou linha reta. Os ilustradores usaram as moralizações para incluir críticas à sociedade de um ponto de vista monástico. A Bíblia é um retrato da vida medieval na primeira metade do século 13 com fotos de homens, os grupos sociais que existiam, vícios e virtudes, vestimentas, costumes, crenças, jogos e ideais.

## Manuscritos semelhantes
A Bíblia de São Luís faz parte das quatro primeiras Bíblias moralizadas criadas no período entre 1220 e 1234. Essas quatro Bíblias são muito parecidas entre si, mas especialmente a versão Oxford-Paris-Londres e a versão Toledo-Morgan estão fortemente relacionadas.
As Bíblias Moralisées mais antigas são as mantidas em Viena (Codex Vindobonensis 1179 e 2554) que são muito semelhantes entre si. No entanto, ÖNB 2554 é muito mais curto (129 folia) do que ÖNB 1179 (246 folia), ele contém apenas os livros Gênesis a Reis 4 e é escrito em francês antigo, enquanto ÖNB 1179 está em latim.
Os pesquisadores não concordam se ÖNB 2554 permaneceu inacabado ou se uma parte do manuscrito foi perdida. Supõe-se que este manuscrito foi feito na região de Reims. Hoje em dia, porém, os estudiosos concordam que se originou em Paris. ÖNB 1179 é mais completo em conteúdo, mas diverge substancialmente da Bíblia Oxford-Paris-Londres e Toledo-Morgan na seqüência dos livros da Bíblia. ÖNB 2554 e ÖNB 1179 são às vezes referidos como a primeira geração de Bíblias Moralisées.
A segunda geração de Bíblias Moralisées consiste nos manuscritos de três volumes Oxford-Paris-London e Toledo-Morgan. Esta segunda geração segue a Vulgata muito mais de perto do que as obras da primeira geração. Em seu estudo de 1911–1927, Laborde dá uma extensa descrição da semelhança entre as duas Bíblias. Ele presumiu que o texto de ambas as Bíblias foi baseado no mesmo trabalho preparatório. De acordo com pesquisas modernas, a Bíblia de São Luís e a Bíblia Oxford-Paris-Londres foram feitas quase simultaneamente e alguns estudiosos pensam que a Bíblia de São Luís serviu de modelo para a Oxford-Paris-Londres. Nos dois primeiros volumes a iluminação é muito semelhante, enquanto os trechos do texto mostram mais diferenças. A iluminação da Bíblia de Toledo é claramente de uma qualidade melhor do que a da Bíblia Oxford-Paris-Londres, que aparentemente foi feita sob a pressão do tempo. O terceiro volume da Bíblia de Toledo e o da Bíblia Oxford-Paris-Londres mostram mais diferenças. A Bíblia de Toledo não contém os livros dos Macabeus presentes na Harley 1526. O tratamento do Apocalipse é bastante semelhante em ambas as obras, mas outras partes do Novo Testamento são tratadas de maneira muito diferente.
A Bíblia Oxford-Paris-Londres também foi copiada no final do século XIII ou no início do século XIV. Este trabalho está agora preservado na Biblioteca Britânica com a assinatura Add. 18719. A Bíblia de Osuna hoje mantida em Madrid é uma cópia do texto da Bíblia de São Luís. Nesta obra o espaço para as miniaturas foi fornecido, mas a iluminação nunca foi feita.

### Lista das Bíblias Moralisées
- Viena, Österreichische Nationalbibliothek, Codex Vindobonensis 1179 (1220–1226)
- Viena, Österreichische Nationalbibliothek, Codex Vindobonensis 2554 (1220–1230)
- Oxford-Paris-Londres (ca. 1233)
  - Oxford, Biblioteca Bodleiana, Ms. Bodley 270b
  - Paris, BnF, Ms. Latin 11560
  - Londres, British Library, Harley Ms. 1526–1527
- Toledo-Morgan (ca. 1233)
  - Toledo, Catedral de Toledo, Bíblia moralizada (Biblia de San Luis), 3 volumes
  - Nova York, Morgan Library and Museum, M. 240 (fragmento)
- Londres, British Library, Add. 18719 (copiado do final de Oxford-Paris-Harley no século XIII e início do século XIV)
- Paris, BnF, Fr. 167 (1345–1355) - A Bíblia de João, o Bom
- Paris, BnF, Fr. 166 (meados do século XV) - A Bíblia de Filipe, o Negrito
- Madri, Biblioteca Nacional de Espanha, Ms. 10232 (século XIV)